# ثوران بركان سيمرو 2021
بدأ ثوران بركان سيمرو 2021 في يوم 4 ديسمبر في مقاطعة جاوة الشرقية في جزيرة جاوة، إندونيسيا. وقتل 46 شخصاً. وأصيب نحو 169 شخصًا بحروق نجمت عن ثوران البركان. ولا زال 22 شخصًا في عداد المفقودين. وبسبب تدفقات الحمم البركانية واللاهارات تضرر نحو 2970 منزلاً والعديد من المباني العامة.

## خلفية
يعد سيمرو أحد أكثر البراكين نشاطًا في إندونيسيا. يبلغ ارتفاعه 3676 مترًا، وهو أعلى بركان في الجزيرة. البركان جزء من سلسلة جبال بركانية تمتد من شمال سومطرة إلى جزر سوندا الصغرى. يرتبط النشاط البركاني في إندونيسيا بشكل أساسي بالهبوط البحري للصفيحة الأسترالية تحت صفيحة سوندا. أقدم سجل للانفجار كان من عام 1818. ومنذ ذلك الحين، حدثت ثورات بركانية كبرى في أعوام 1941، 1942، 1945، 1946، 1947، 1950، 1951، 1952، 1953، 1954، 1955-1957، 1958، 1959، 1960، 1977، و1978-1989. وقع انفجار طفيف في يناير 2021 دون الإبلاغ عن وقوع إصابات. كان ثوران 4 ديسمبر هو الأحدث في سلسلة الانفجارات المتفجرة على البركان منذ عام 2014. وقد رافقت الانفجارات الأخيرة على البركان تدفقات الحمم البركانية وأعمدة الثوران وانهيارات الحطام.